# Eurico Gomes
Eurico Gomes (ur. 29 września 1955 w Santa Marta de Penaguião) –  były portugalski piłkarz grający na pozycji obrońcy oraz obecnie trener piłkarski. 

## Kariera
Uczestnik Euro 84 we Francji. Grał w 3 najsilniejszych portugalskich klubach: FC Porto, Sportingu oraz Benfice Lizbona. Po zakończeniu kariery piłkarza został trenerem. Trenował głównie kluby z Portugalii. Obecnie jest szkoleniowcem arabskiego klubu Al-Wahda.

## Sukcesy
- Sporting CP:
  - Mistrzostwo Portugalii (2): 1980, 1982
  - Puchar Portugalii (1): 1982
  - Superpuchar Portugalii (1): 1982
- FC Porto:
  - Mistrzostwo Portugalii (2): 1985, 1986
  - Puchar Portugalii (1): 1984
  - Superpuchar Portugalii (3): 1983, 1984, 1986
  - Puchar Europy (1): 1987